# بوغورودسكويي (مقاطعة إيفانوفو)
بوغورودسكويي (بالروسية: Богородское) هي مدينة في مقاطعة إيفانوفو أوبلاست في روسيا.